# Haptocarpum bahiense
Haptocarpum bahiense är en paradisblomsterväxtart som beskrevs av Ernst Heinrich Georg Ule. Haptocarpum bahiense ingår i släktet Haptocarpum och familjen paradisblomsterväxter. Inga underarter finns listade i Catalogue of Life.